# Річкові канонерські човни типу «Араука»
Кораблі типу «Араука» — три річкові канонерські човни військово-морських сил Колумбії. На відміну від попереднього типу «Картахена», побудовані у Колумбії Індустріальним союзом Барранкільї у 1955 році. Служать на річці Путумайо.

## Технічні характеристики
Водотоннажність — 184 тонни, два дизельних двигуни потужністю 916 кінських сил, максимальна швидкість 13 вузлів. Озброєння — дві 76 мм універсальні гармати, кулемети, чотири 20 мм зенітні автомати. Екіпаж — 43 особи.

## Кораблі типу
«Ріоача» залишався у строю до 2017 року
«Летісія» близько 1970 роззброєна, перетворена на шпитальне судно.
«Араука» станом на 2019 знаходиться у строю. У 2010-х пройшов модернізацію, на кораблі встановили радар, замінили гармати головного калібру (у нових збільшилась довжина ствола), встановили додаткову 40 мм гармату та чотири 12,7 великокаліберних кулемети.